# Északi Áramlat

Az Északi Áramlat nyomvonala térképen

Az Északi Áramlat (korábbi nevein Északi Transzgáz és Észak-európai Gázvezeték; oroszul: Северный поток, Szevernij potok) egy tengeralatti földgázt szállító vezeték, melyben az oroszországi Viborgtól egészen a németországi Greifswaldig jut el a gáz a Balti-tenger alatt. A csőhálózat tulajdonosa és üzemeltetője a Nord Stream AG. A neve ezt nem jelzi, de egy nagyobb vezetékrendszer része. Vannak oroszországi szárazföldi betáplálási és nyugat-európai vételezési csatlakozási pontjai is.
Az orosz kormány által szorgalmazott és Gerhard Schröder német kancellár által is jóváhagyott tervet kritikusai több szempontból is aggályosnak tekintették. Többek között attól féltek, hogy ezzel tovább nő az Európai Unió földgáz oldali függősége Oroszországtól, másrészt a potenciális környezeti károkra hívták fel a figyelmet. Az orosz-ukrán háború utóbb be is bizonyította, hogy ezek a félelmek valóban megalapozottak voltak. A visszatartott gázt az oroszok inkább elégetik, s ezzel hatalmas környezetkárosítást hajtanak végre.(2022.09.02)
A beruházás során két párhuzamos csövet fektettek le. Az elsővel 2011. májusra végeztek, amit november 8-án be is üzemeltek. A második lefektetése 2011–2012-ben történt meg. Ezután indult meg a teljes kapacitású gázszállítás. 1222 km-res hosszával a Langeled-vezetéket is megelőzve ez lett a világ leghosszabb tengeralatti csővezetéke.
Az Északi Áramlat-2 (oroszul Северный поток-2) bővítési projekt keretében 2021. szeptember elejére befejeződött további két párhuzamos csővezeték lefektetése is.
2022. szeptember 26-án az Északi Áramlat-1 és az Északi Áramlat-2 vezetékekben visszaesett a nyomás, majdnem nullára, három  robbanás miatt, aminek következtében a négyből három vezeték teljesen használhatatlan lett. Másnap megnyitották az új balti vezetéket Lengyelország felé, Dánián keresztül, az Europipe II vezetékből. 2024. augusztus 14-én a német főügyész elfogatóparancsot adott ki Volodimir Z. ukrán állampolgár ellen az Északi Áramlat felrobbantása miatt.

## Története

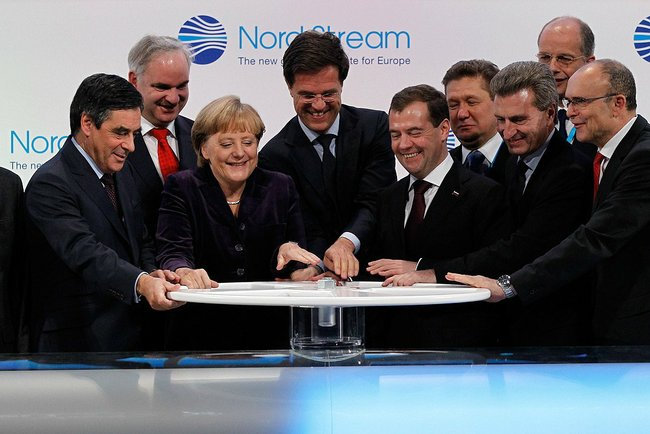
Az Északi Áramlat nyitóünnepsége Angela Merkellel, Dmitrij Medvegyevvel és François Fillonnal 2011. november 8-án.

1997-ben a Gazprom és az akkor még egyesülés előtt álló finn olajtársaság, a Neste közös vállalatot hoztak létre North Transgas Oy néven. Ennek a feladata egy olyan gázcsővezeték kiépítése és üzemeltetése lett volna, mely Oroszországot a Balti-tenger alatt Németország északi részével köti össze. A North Transgas együttműködési megállapodást kötött a német Ruhrgas (későbbi nevén E.ON) német gázvállalattal. Elkészítették az útvonaltervet és 1998. végére a megvalósíthatósági tanulmány is rendelkezésre állt. Ekkor a tervezett útvonal Finnország, Svédország, Dánia és Németország tengeri területein haladt volna keresztül. Több útvonalat is számításba vettek, így voltak olyanok is, melyeknek egyes részei Finnország, illetve Svédország szárazföldi területein ment volna keresztül.
2001. április 24-én a Gazprom, a Fortum Oyj (a Neste jogutódja), a Ruhrgas és a Wintershall közös közleményt adtak ki, hogy együtt kívánják elkészíteni a csővezetéket. 2002. november 18-án a Gazprom menedzsmentje elfogadta a vezeték megépítésének az ütemtervét. 2005. májusban a Fortum kiszállt az üzleti vállalkozásból, és az Északi Transzgázban meglévő részesedést eladta a Gazpromnak. Ennek következtében a Gazprom lett a North Transgas Oy egyetlen részvényese.
2005. november 8-án a Gazprom, a BASF és az E.ON aláírt egy, az Észak-Európai Gázvezeték megépítése céljából létrehozandó vállalat megalapítására vonatkozó szándéknyilatkozatot. A céget Svájc, Zug városában jegyezték be. 2005. december 8-án a Gazprom elkezdte a vezeték oroszországi betáplálási részének a kivitelezését. 2006. november 4-én a vezetéket és az azt építő céget is átnevezték Északi Áramlatra. A Nord Stream AG megalapítása után minden információ, így az 1998-ban elkészített tanulmányok eredményei is átkerült az új vállalathoz, és 2006. november 6-án hivatalosan is végelszámolták a North Transgast.
A környezetvédelmi hatástanulmányok elkészítése, 2006. november 16-án kezdődött el. Erről Finnországot, Svédországot, Dániát és Németországot mint a gázvezeték megépítésével területileg érintett államokat, Lengyelországot, Észtországot, Lettországot és Litvániát mint közvetetten érintett államokat ezzel egy időben tájékoztatták. A határokon átnyúló környezetvédelmi hatásokat vizsgáló tanulmány 2009. március 9-én készült el.
2007. március 19-én a Nord Stream AG az olasz Saipem leányvállalatát, a Snamprogettit bízta meg a vezetékek műszaki tartalmának megtervezésével. A kivitelezésre irányuló szándéknyilatkozatot 2007. szeptember 17-én írták alá. A szerződés 2009. június 24-én lépett hatályba. A csövek szállítására, a megállapodásokat 2007. szeptember 25-én kötötték meg a EUROPIPE és az OMK csőgyártókkal. A betonalapokkal és a logisztikai szolgáltatásokkal kapcsolatos megállapodásokat az EUPEC PipeCoatings S.A-val 2008. február 18-án kötötték meg. A második vezetékhez kapcsolódó szerződéseket 2010. január 22-én az OMK, a Europipe és a Sumitomo Heavy Industries cégekkel kötötték meg. 2008. december 30-án a Rolls-Royce plc nyerte meg a turbókompresszorokat hajtó gázturbinák gyártásának a jogát.
A N.V. Nederlandse Gasunie 2007. november 6-án lépett be negyedikként a konzorciumba. A cég 2008. június 10. óta van bejegyezve a részvénykönyvben. 2010. március 1-jén a francia GDF Suez egyetértési megállapodást kötött a Gazprommal, melynek hatására megszerezte a vállalat 9%-át. Az ügylet 2010. júliusban zárult le.
2008 augusztusában a Nord Stream AG Paavo Lipponen volt finn miniszterelnököt bízta meg a finnországi engedélyezési eljárás felgyorsításának elősegítésével, és a Nord Stream, valamint a finn hatóságok közötti közvetítői szerep betöltésével.
2007. december 21-én a Nord Stream AG benyújtotta a svéd hatóságoknak a fennhatósága alá tartozó területeken végzendő munkálatokhoz szükséges engedélyek kérelmeit. 2008. február 12-én ezeket a kérelmeket hiányosságai miatt visszautasították. A dán vizek alatt folytatott munkálatokhoz szükséges építési engedélyeket 2009. október 20-án adták ki. 2009. november 5-én a svéd és finn hatóságok is kiadták a területükön lefektetendő csővezetékekhez szükséges engedélyeket. A Dél-finnországi Regionális Állami Adminisztratív Ügynökség 2010. február 22-én adta ki a finnországi munkálatok megkezdéséhez szükséges végleges környezetvédelmi engedélyt.
2010. január 15-én a Finn-öböl partján fekvő Viborgban nekiláttak a Portovaja kompresszortelep építésének. A csővezeték első elemét 2010. április 6-án a svéd partok közelében a Castoro Sei hajó fedélzetéről engedték a mélybe. A Castoro Sei mellett a Castoro 10 és a Solitaire is részt vett a csövek lefektetésében. A csővezetéket hivatalosan 2010. április 9-én a Portovaja-öbölben kezdték meg.
Az első csővezeték részegységeit 2011. május 4-ig a helyükre illesztették, míg a szükséges víz alatti utómunkálatok 2011. június 21-ig tartottak. 2011. augusztusban az Északi Áramlatot összekapcsolták az OPAL csővezetékkel. Gázt először 2011. szeptemberben tápláltak be a rendszerbe.
A csővezetéket 2011. november 8-án Angela Merkel német kancellár, Dmitrij Medvegyev orosz elnök és François Fillon francia miniszterelnök adta át egy Lubminban tartott ünnepségen. Kezdetben a vezeték évente 27,5 milliárd köbmétert gázt tud továbbítani, de a második cső elkészültével ez a mennyiség meg fog duplázódni.

## Technikai adatok

### Orosz szárazföldi vezeték
A betáplálásért felelős orosz vezeték, a Grjazovec–Viborg csővezeték építését 2005. december 9-én a Vologdai területen fekvő Babajevóban kezdték meg. A munkálatok 2000-ig tartottak. Ezt a csővezetéket a Gazprom önállóan üzemelteti. Ez az egységes orosz gázszállító hálózat része, mely összeköti a viborgi tengerparti kompresszortelepet a grjazoveci hálózattal. A csővezeték 817 km hosszú, átmérője 1420 mm, a belső nyomás pedig 100 bar, amit hat kompresszorállomás biztosít. A Grjazovec–Viborg gázvezeték az Oroszország északnyugati részét (Szentpétervárt és a Leningrádi területet) gázzal ellátó Északi Fény gázvezetékkel szinte párhuzamosan fut. Egy Karéliánál építendő vezeték kapcsolja majd be a rendszerbe a finnországi hálózatot.

### A Balti-tenger alatt futó gázvezeték

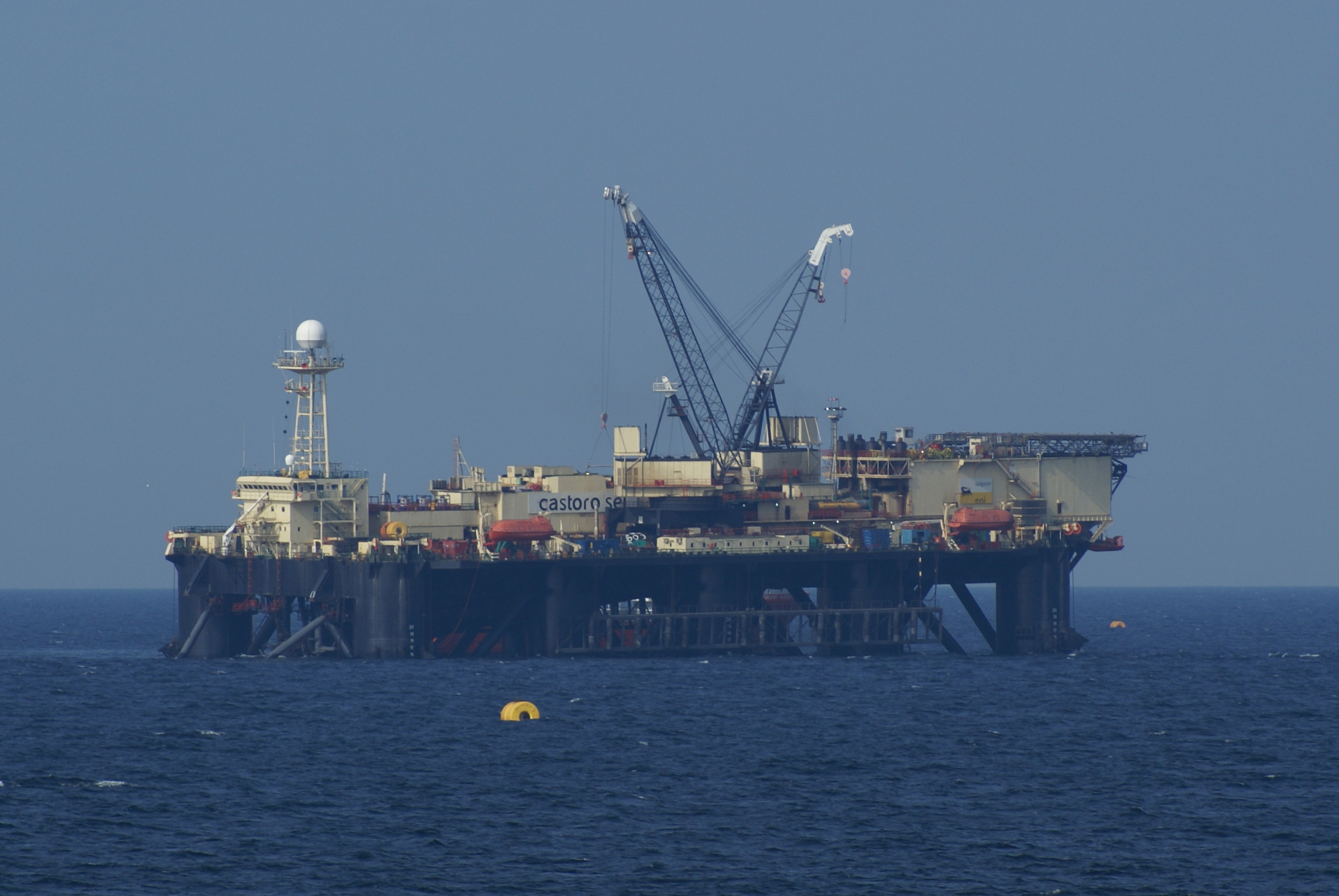
A csővezeték-fektető Castoro Sei hajó az Északi Áramlat csöveivel dolgozik Svédországban, Gotlandtól délkeletre a Balti-tenger vizein.

Az Északi Áramlat gázvezeték tengeralatti részének elkészítését a későbbi üzemeltető Nord Stream AG rendelte meg. Kiindulópontja a Portovaja-öbölben fekvő Viborgnál lévő kompresszorállomás, és innen a Balti-tenger alatt egészen Németországig, Greifswaldig vezet. A csővezeték hossza 1222 km, melyből orosz szárazföld alatt 1,5 km, orosz felségterületű vizek alatt 1,4 km, orosz gazdasági érdekeltségű tengeri terület alatt 121,8 km, Finnországhoz tartozó gazdasági érdekeltségi területeken 735,3 km, svéd illetékességű részeken 506,4 km, dán területű vizek alatt 87,7 dán gazdasági övezetben 48,4 km, német gazdasági érdekeltségű övezetben 31,2 km, német területi vizeken 49,9 km, német szárazföldi területeken 0,5 km hosszú gázvezeték fut. A gázvezetékrendszerben két párhuzamos cső fut, melyek névleges kapacitása évi 27,5 milliárd köbmétert. A csövek átmérője 1220 mm, falvastagsága 38 mm, üzemi nyomása pedig 220 bar.

### Nyugat-európai gázvezetékek
A projekt nyugat-európai területen többek között két németországi továbbító hálózatot tartalmaz. A déli csővezeték, az OPAL Greifswaldtól Olbernhauig, a német-cseh határ közeléig tart. Ez köti össze az Északi Áramlatot a JAGAL-lal, (ami a Jamal–Európa gázvezeték németországi szakasza) és a STEGAL-lal (ami az orosz gáztovábbító útvonalakat köti össze Csehországgal és Szlovákiával). A nyugati gázvezeték (a NEL gázvezeték) Greifswaldtól Achimig vezet majd, ahol bekapcsolódik a Rehden–Hamburg gázvezetékbe. Az MDAL vezetékkel együtt megteremtik az összeköttetést Greifswald és Bunde között. Az Egyesült Királyságot a tervek szerint a Bunde és Den Helder közötti tervezett vezetékkel, majd pedig innen a tengeralatti Balgzand–Bacton (BBL gázvezeték) interkonnektoron keresztül oldják meg. A Gazprom megvásárolt Warenben egy kimerült gázmezőt (a Hinrichshagen Strukturt) és a tervek szerint itt alakítják ki Európa legnagyobb, 5 milliárd köbméteres gáztározóját.

## Gázforrások
Az Északi Áramlat legnagyobb forrása a Tyumenyi területen (Тюменская область) belül a Jamal–Nyenyec Autonóm Körzetben (Ямало-Ненецкий автономный округ), a Krasznoszelkupszki körzetben (Красноселькупский район) fekvő Juzsno–Russzkoje gázmező. Az Északi Áramlat másik forrása a Jamal-félsziget mellett fekvő Ob–Taz öböl. A Gazprom jelezte, hogy a Stockholm gázmezőn kitermelt gáz nagy része is az Északi Áramlaton jut majd el Európába. Ehhez azonban meg kell építeni a Stockholm-mezőktől a Kola-félszigeten keresztül Viborgig vezető vezetéket is.

## Költségek és a pénzügyi háttér
A Gazprom adatai szerint a vezeték oroszországi és németországi szárazföldi részének megépítésének költségei 6 milliárd euró körül voltak. A tengeri szakasz költsége nagyjából 88 milliárd euró volt. A szükséges források 30%-t tulajdoni hányaduk arányában a részvényesek adták össze, míg a maradék 70% banki forrás.
A hiteleket két osztályba lehet sorolni. Az első csoportba egy 3,9 milliárd eurós összeg tartozik, melyek közül egy 3,1 milliárdos, 16 éves lejáratú csomagot egy exporthitelezéssel foglalkozó ügynökség jegyzett le, és egy 800 millió eurós részt pedig fedezetlenül, a földgáztranzitból származó bevételek terhére vettek fel. 1,6 milliárd euróra a francia, hitelbiztosítással foglalkozó Euler Hermes, 1,8 milliárd euróra a Német Egyesített Hitelgarancia Program, 500 millió euróra pedig az Olasz Exporthitel Ügynökség vállalt kezességet. A hitelt 26 kereskedelmi bank nyújtja. A Crédit Agricole dokumentációs, valamint hitelbonyolító bank. A Société Générale egy hitelközvetítő, az olasz SACE csoport, a kötvénybiztosítás kibocsátója. A Commerzbank a Hermes hiteközvetítője, az UniCredit az UFK hitelközvetítője, a Deutsche Bank a számlavezető bank, a Sumitomo Mitsui Banking Corporation pedig a technikai és a környezeti feltételeket biztosítja. A pénzügyi tanácsokat a Société Générale, a Royal Bank of Scotland (ABN Amro), a Dresdner Kleinwort (Commerzbank) és az Unicredit adta. Az Északi Áramlat jogi tanácsadója a White & Case, a hitelezők képviselője pedig a Clifford Chance volt.

## Szerződő partnerek
A környezetvédelmi hatástanulmányt a Rambøll és a Környezetvédelmi Erőforrás-menedzsment közösen készítette el. Az útvonaltervet és a tengerfenéki elhelyezés megtervezését a Marin Mätteknik, az IfAÖ, a PeterGaz és a DOF Subsea készítette el.
Az előzetesen szükséges terveket az Intec Engineering készítette el. A tengeralatti csővezetékek tervezési munkálataival a Snamprogettit (a Saipem egyik részlegét) bízták meg, a gázvezetéket pedig a Saipem készítette el. A Saipem a gázvezeték-hálózat több mint 25%-ának a lefektetését kiadta alvállalkozásba az Allseas vállalatnak. A tengerfeneket elő kellett készíteni ahhoz, hogy később a csöveket le tudják rakni. Ezeket a munkálatokat a Royal Boskalis Westminster és a Tideway közösen végezték el. A csöveket a EUROPIPE, az OMK, és a Sumitomo biztosította. A csöveket rögzítő betont és a logisztikai szolgáltatásokat az EUPEC PipeCoatings S.A biztosította. Ezek elkészítéséhez új gyárakat kellett építeni Németországban Mukranban és Finnországban Kotkában. A Rolls-Royce plc nyolc ipari aeroderivatív gázturbinát szállított a helyszínre, amivel biztosítani tudták Viborgban a betáplálási oldalon a gáz komprimálását. A Dresser-Rand Group DATUM kompresszorokat, a Siirtec Nigi SPA pedig egyéb eszközöket biztosított a portovajai létesítmény számára.
Az építkezés idejére a Nord Stream AG logisztikai központot létesített Gotlandon. Átmeneti telephelyeket alakítottak ki Finnországban Mukranban, Kotkában és Hankóban, illetve Svédországban Karlshamnban.

## Projekttársaság
Az Északi Áramlat tengeralatti csővezetékét egy erre a célra létrehozott társaság – a Nord Stream AG – üzemelteti. A vállalatot Svájc Zug városában jegyezték be 2005. november 30-án. A részvények 51%-át az orosz Gazprom energetikai vállalat, 15,5–15,5%-át a Wintershall és az E.ON Ruhrgas német gázipari vállalatok, 9%-át a N.V. Nederlandse Gasunie holland társaság és további 9%-t a francia GDF Suez birtokolja. A Nord Stream AG vezérigazgatója Matthias Warnig, a felügyelőbizottság élén pedig Gerhard Schröder áll.

## Szállítási szerződések
2005. október 13-án a Gazprom exportértékesítésre szakosodott leányvállalata, a Gazprom Export 25 évre szóló szerződést írt alá a német Wintershall vállalattal, melynek értelmében évente 9 milliárd köbméter földgázt fognak majd szállítani. 2006. június 16-án a Gazprom a dán DONG Energyvel kötött 20 éves, évente 1 milliárd köbméter földgáz szállításáról szóló megállapodást. Ennek fejében a dánok 600 millió köbmétert továbbértékesítenek a Gazprom brit leányvállalata, a Gazprom Marketing and Trading számára. 2009. október 1-jén a felek akként módosították a szerződést, hogy ennek értelmében kétszer annyi földgáz érkezzen Dániába.
2006. augusztus 29-én az E.ON Ruhrgas és a Gazprom megállapodtak abban, hogy növelik az értékesített földgázmennyiséget, melynek értelmében az Északi Áramlaton keresztül az eddigi forrásokon kívül további évi 4 milliárd köbméter forrás áll majd rendelkezésre. 2006. december 19-én a Gazprom és a Gas de France (a mai GDF Suez egyik jogelődje) további évi 2,5 milliárd köbméternyi, az Északi Áramlaton keresztül továbbított földgáz értékesítésében állapodtak meg.

## Bírálatok
A gázvezeték terét több ország és környezetvédelmi szervezet – így a Természetvédelmi Világalap is – ellenezte. Ugyanakkor az Európai Bizottság energiaügyi biztosának hivatala megerősítette, hogy az EU támogatja újabb gázútvonalak létrehozását Oroszország és az Európai Unió között.

### Politikai szempontok

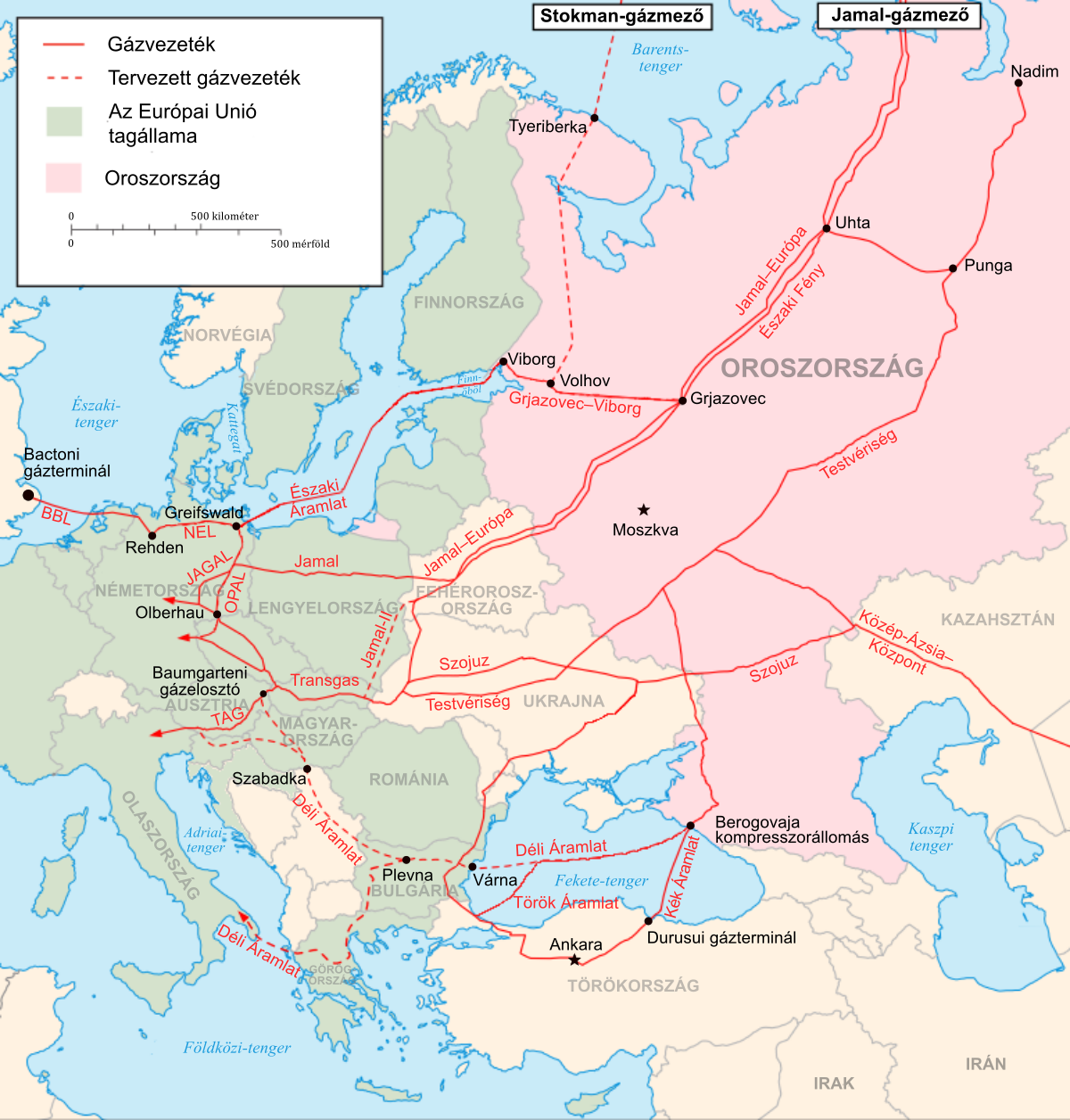
Nagyobb létező és tervezett gázcsővezetékek Oroszország és az Európai Unió között

Az ellenzők szerint Oroszország legfőbb célja az Északi Áramlat megépítésével Ukrajna, Szlovákia, Csehország, Fehéroroszország és Lengyelország – az eddigi tranzitállamok – megkerülése. Egyes országok attól tartanak, hogy a Kreml így anélkül tudná őket a gázellátással sakkban tartani, hogy annak bármi hatása is lenne a nyugat-európai gázellátásra. A félelmeket tovább erősíti, hogy Oroszország nem írta alá az Energia Charta Egyezményt. A kritikusok szerint az Északi Áramlattal Európa jobban kiszolgáltatja magát egy olyan Oroszországnak, mely nehezen tud eleget tenni a növekvő hazai és nemzetközi kereslet okozta nyomásnak. Több orosz–ukrán gázvita és a kelet-európai külkapcsolati rendszer megváltozása hatására ki lehet jelenteni, hogy a gázszállítást lehet politikai eszközként is használni. A Svéd Honvédelmi Ügynökség Robert L. Larsson vezetésével elkészített jelentése nem kevesebb, mint 55 olyan esetről számol be, ahol a gázellátásnak politikai és gazdasági mozgatórugói is voltak. 2006. áprilisban Radosław Sikorski lengyel honvédelmi miniszter a projektet a hírhedt szovjet-náci Molotov–Ribbentrop-paktumhoz hasonlította. Edward Lucas The New Cold War: Putin's Russia and the Threat to the West című könyvében azt állítja, bár az Északi Áramlatot tisztán gazdasági kérdésnek állítják be, ez sokkal hihetőbb lenne, ha a pénzügyek átláthatóbbak lennének. A Fridtjof Nansen Intézet egyik kiadványában Bendik Solum Whist, norvég kutató megjegyzi, hogy a Nord Stream AG székhelye Svájcban van, így pénzügyei sokkal nehezebben átláthatóak, mintha az Európai Unióban vezetnék a számlákat. Másodszor, az orosz energiaszektor egyáltalán nem transzparens, és ez alól a Gazprom sem kivétel.
Az orosz álláspont szerint a gázvezeték növeli Európában az ellátás biztonságát, és a kritikák forrása az, hogy több helyen elveszítik a tranzitból származó bevételeket. Emellett elveszítik azt a lehetőséget, hogy saját politikai céljaik megvalósításához használják fel az Oroszországból Nyugat-Európába küldött gázt. Mivel először lett arra példa, hogy Oroszország közvetlen összeköttetésben áll Nyugat-Európával, így nem függ a tranzit országoktól. A Gazprom szerint a Németországgal kialakított közvetlen kapcsolat hatására csökken annak a veszélye, hogy politikai okokból elvágnák a gáz útját Oroszország és Nyugat-Európa között.

### Biztonságpolitikai nézőpontok
Több svéd biztonságpolitikai szakértő és Mikael Odenberg volt védelmi miniszter is azt állította, hogy a földgázvezeték biztonságpolitikai problémát jelenthet Svédország számára. Odenberg szerint a gázvezeték majd alapot képez arra, hogy az orosz haditengerészet a svéd érdekeltség alá tartozó vizeken cirkáljon, ezt pedig olyan katonai hírszerzési célokra használják ki, amilyenre csak akarják. Alpo Juntunen finn hadiipari tudós azt mondta, a finnek a politikai tárgyalások során főleg a környezetvédelmi problémákra koncentráltak, minden bizonnyal vannak olyan katonai szándékok is, melyekről Finnországban nyíltan nem beszélnek. További aggodalmakat vetett fel, mikor Vlagyimir Putyin bejelentette, hogy a csővezeték környezetvédelmi biztonságát az Orosz Haditengerészet Balti Flottája fogja garantálni. A Stern című német hetilap jelentése szerint a gázvezeték mellett futó üvegszálas optikai kábel, illetve a mellette elhelyezett átjátszó állomások is alkalmasak kémkedésre. A Nord Stream AG bejelentette, hogy nem szükséges, és nem is terveznek optikai ellenőrző kábeleket telepíteni a vezeték mellett.
A Gazprom elnökségének elnökhelyettese, Alekszandr Medvegyev visszautasította ezeket az aggodalmakat, és szerinte egyes feltételezések egyenesen nevetségesek. Szerinte nevetséges feltételezés, hogy a mai világban a gázvezeték valóban szerepet játszhat a komoly kémkedésekben.
A német Bundeswehr a gázvezeték tervezett útvonala és a rügeni haditengerészeti támaszpont közelsége miatt felkérte a Gazpromot, hogy változtassa meg a vezeték útvonalát.

### Gazdasági hatások
Az orosz és a német gazdasági szakemberek költségcsökkenést várnak a vezeték beindításától, mert ezzel meg lehet takarítani a tranzitdíjakat. Ez annak a következménye, hogy a tranzitországokat kihagyják az útvonalból. Másrészt nagyobb üzemi nyomással lehet terhelni a tengeralatti vezetékeket, így csökken majd az üzemeltetési költség. Ennek az a magyarázata, hogy nem kell költséges közbenső kompresszorállomásokat építeni és üzemeltetni. Az ukrán földgáz-tranzittal foglalkozó Uktranszgáz szerint egyedül Ukrajna évi 720 millió dolláros tranzitdíjtól esik el. A Gazprom bejelentése szerint évi 20 milliárd köbméter tranzitot vesz át az Északi Áramlat az Ukrajnán keresztülfutó gázvezetékektől.
Az ellenzők szerint egy tengeralatti vezetéknek magasabbak a fenntartási költségei, mint egy szárazföldinek. 1998-ban a Gazprom volt elnöke is megkérdőjelezte a gázvezeték gazdaságosságát. Azóta azonban teljesen átrendeződött a piac. A földgáz ára megemelkedett, a kivitelezés a technológia fejlődése miatt viszont olcsóbb lett.
Mivel a gázvezeték keresztezi a Szczecinnél és Świnoujściénél lévő lengyel kikötőkhöz bevezető útvonalakat, attól tartottak, hogy majd túlságosan lecsökken a vízmélység ezeknél a kikötőknél. Donald Tusk lengyel miniszterelnök és több szakértő is megerősítette azonban, hogy a gázvezeték nem gátolja Swinoujscie és Szczecin kikötőinek jövőjét és a későbbi fejlődést.

### Környezetvédelmi aggodalmak
A létesítés megkezdése előtt attól tartottak, hogy a munkálatokkal majd megzavarják a tengerfeneket, és a második világháború idején használt víziaknákat hozhatnak majd működésbe. A félelmek szerint mérgező gázok is szabadulhattak volna fel. Lehet, hogy más veszélyes anyagok kerülnek elő, mint vegyi-hulladék, vegyi fegyverek töltetei, esetleg más veszélyes hulladék, amit az elmúlt évtizedekben a Balti-tengerbe süllyesztettek. Ezek nagymértékben megzavarhatják – elsősorban az ökoszisztémára érzékeny állatok életét. Andreas Carlgren svéd környezetvédelmi miniszter azt követelte, hogy a környezetvédelmi hatástanulmány azt is vegye figyelembe, hogy a Balti-tenger alatt más útvonalon is meg lehet építeni a vezetéket. Ezt azzal magyarázta, hogy a tervezett útvonal környezetvédelmileg problematikus, veszélyes területeken haladt át. A három svéd ellenzéki párt egyöntetűen kérte, vizsgálják meg a vezeték szárazföldi kivitelezésének lehetőségeit. Finn környezetvédelmi aktivisták azt akarták elérni, vizsgálják meg délebbre haladó útvonalak lehetőségeit is. Ezt azzal indokolták, hogy arra a tengerfenék sokkal egyenletesebb, így a vezeték egyenesebb útvonalon haladhatna, kevesebb hulladék, – beleértve dioxin is – jutna a tengerfenékre. Valdis Zatlers lett miniszterelnök azt mondta, az Északi Áramlat környezetvédelmi hazárdjáték, mivel az Északi-tengerrel ellentétben a Balti-tengerben sokkal kevesebb víz áramlik.
Szintén kétséges a csővezeték-építés hatása a Balti-tengerben élő élőlényekre, valamint az itt élő madarakra. A Nemzetközi Tengerészeti Szervezet által kiadott jelentés szerint ez egy igazán érzékeny terület. A WWF azt sürgette, hogy a Balti Tengeri Környezetvédelmi Bizottság tagjai rendszeresen ellenőrizzék az Északi Áramlat által érintett területek tengeri élővilágát. A finn küldöttség szerint feljelentést kellene tenni a Nord Stream AG ellen, amennyiben az nem vizsgálja meg kellő alapossággal egy Hoglandtól délre fekvő útvonal lehetőségét. A Nord Stream AG szerint ez nem megfelelő útvonal a csővezeték számára, mert közel van hozzá a tervezett hoglandi természetvédelmi terület, tengeralatti kábelek vannak arra, és ez egy fő hajózási útvonal. Az orosz környezetvédelmi szervezetek arra hívták fel a figyelmet, hogy a Finn-öböl keleti részén honos élővilág a legsérülékenyebb az egész Balti-tenger térségében. Emellett azt is elmondták, hogy a csővezeték lefektetése veszélyeztetné a tervezett ingermanlandi természetvédelmi terület szigetrészeinek élővilágát. A svéd környezetvédelmi csoportok amiatt aggódnak, hogy a vezetékek túl közel húzódnak a Gotland közeli tengeralatti rezervátumhoz. A Greenpeace is amiatt aggódik, hogy több megrongált, de most már védett tengeralatti természetvédelmi területet is igen megközelít a gázvezeték.
2007. áprilisban a litván Fiatal Konzervatív Liga (Jaunųjų konservatorių lyga) online petíciót tett közzé. Petíciójuk címe: "Védjük meg a Balti-tengert, míg nem lesz már túl késő!" A felhívást a Balti-tenger partján fekvő összes ország hivatalos nyelvén megjelentették. 2008. január 29-én a Radvilė Morkūnaitė benyújtotta petíció alapján az Európai Parlament közmeghallgatást tartott a témában. 2008. július 8-án a parlament – 542 igen szavazattal és 60 tartózkodás mellett – úgy határozott, hogy felkéri az Európai Bizottságot, készítsen egy tanulmányt arról, a gázvezeték milyen hatással van a Balti-tenger élővilágára. A Riigikogu, – az észt parlament, – 2009. október 27-én "A Nord Stream AG által tervezett gázvezetékkel kapcsolatos környezetvédelmi következmények miatti aggodalmak" címmel hozott egy határozatot melyben hangsúlyozták, hogy a nemzetközi megállapodás értelmében a Balti-tenger igen veszélyeztetett terület.
Az orosz hivatalos álláspont szerint ez a projekt ellenzőinek egy túlharsogott, politikai érdekekhez kapcsolódó aggodalmaskodása. Érvelésük szerint ezzel épphogy kitisztítják, semmint összemocskolják a tengerfeneket. Szergej Lavrov orosz külügyminiszter szerint teljes mértékben tiszteletben tartja azt az elvárást, melynek értelmében a projektnek 100%-osan fenntarthatónak kell lennie. Oroszország teljes mellszélességgel kiáll emellett, és a környezetvédelmi aggályokat majd a környezetvédelmi hatástanulmányból fogják megvizsgálni.
Az aggodalmak tovább fokozódtak, amikor kiderült, hogy a Nord Stream AG a gázvezetéket 2,3 milliárd liter, glutáraldehid tartalmú folyadékkal akarja kitisztítani. A folyadék végül pedig a Balti-tengerbe került volna. A Nord Stream AG bejelentette azonban, hogy nem akar ilyen szert használni, de ha használna is, annak hatása lokális, és rövid ideig tartó lenne, mivel a vegyület elbomlik a vízben.
Az egyik legnagyobb felmerülő probléma azonban az volt, hogy az első és második világháború idején rengeteg aknát helyeztek el a Balti-tengeren, mindenekelőtt pedig a Finn-öbölben. A Marin Mätteknik AB szerint a két világháború idején 85 000 aknát raktak le, melyeknek még csak a felét találták meg. A gázvezeték ellenzői olyan aggodalmaiknak adtak hangot, melyek szerint a munkálatok működésbe hozhatják ezeket az aknákat. 2008. novemberben egy tanulmányban megjelent, hogy a vezeték épp egy tengeri frontvonal alatt haladna el, valamint a Finn-öböl a világon leginkább elaknásított területe. A legtöbb, megtalált akna nemzetközi vízeken volt, általában több mint 70 méter mélyen. A megtalált veszélyes tárgyakat a Nord Stream AG a víz alatt hatástalanította.

### Etikai kérdések

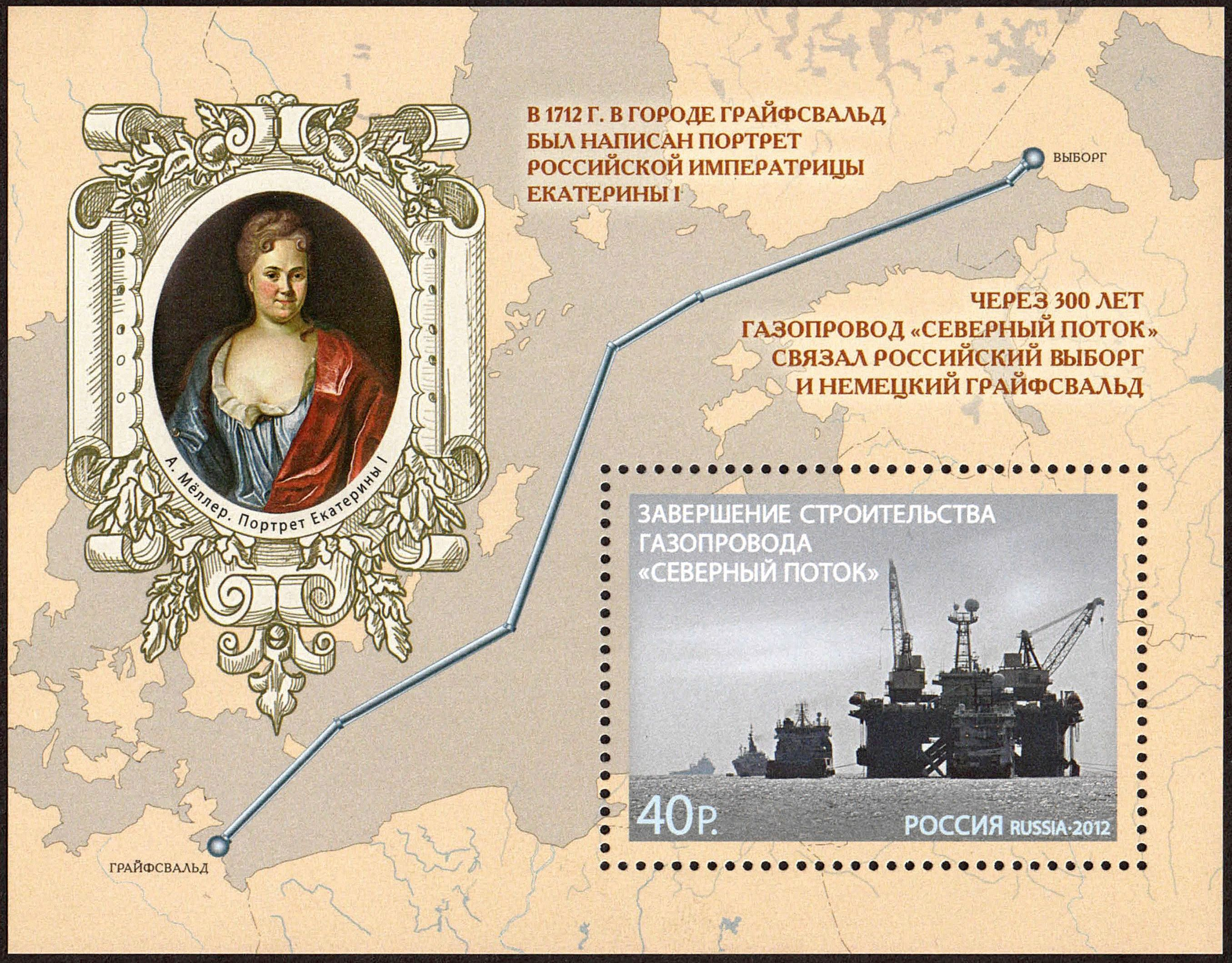
Az Északi Áramlat nyomvonala Viborgtól a németországi Greifswaldig orosz bélyegen

Gerhard Schröder volt német kancellár és Vlagyimir Putyin volt orosz miniszterelnök a tárgyalások idején mindketten a gázvezeték elkötelezett hívei voltak. A nemzetközi média egy időben nagy figyelmet szentelt annak, hogy a Nord Stream AG ügyvezető igazgatója, Matthias Warnig a német állambiztonsági szervezet tagja volt, mikor Putyin Kelet-Németországban a KGB ügynökeként dolgozott. Az összeesküvés-elméletre Matthias Warnig úgy felelt, életében először 1991-ben találkozott Vlagyimir Putyinnal, mikor az, a Szentpétervári Polgármesteri Hivatal Külkapcsolati Bizottságának az elnöke volt.
A gázvezeték építéséről szóló megállapodást 10 nappal a 2005-ös német parlamenti választások előtt írták alá. 2005. október 24-én, pár héttel Schröder kancellárságának vége előtt a német kormány vállalta, hogy az építés költségeinek hiteleire 1 milliárd euró hitelgaranciát biztosít. A garancia azonban 2006. végén lejárt, és addig nem használták ki. Röviddel lemondása után Schröder beleegyezett, hogy ő lesz a Nord Stream AG felügyelőbizottságának az elnöke. A német és a nemzetközi média is úgy gondolta, ez érdekellentétet szül. Sokan attól tartottak, hogy a gázhálózatot sokkal inkább személyes érdekek kihasználására, semmint a német gázellátás biztosítására fogják felhasználni.
2009. februárban a svéd ügyészi hivatal vizsgálatot indított vesztegetés és korrupció gyanújával, mivel Gotland szigetén a helyi egyetem juttatást fogadott el a Nord Streamtől. Az ötmillió svéd koronás összeget egy professzorhoz juttatták el, aki előzőleg arra figyelmeztetett, hogy az Északi Áramlat vezetékei túl közel haladnak az egyik védett madaraknak otthont adó területhez. A konzorcium több, régebben magas pozíciót betöltőt hivatalnokot alkalmazott. Közöttük volt Ulrica Schenström, a miniszterelnöki hivatal államtitkár-helyettese és Dan Svanell, több volt szociáldemokrata miniszter sajtótitkára. Ráadásul 2008. óta Paavo Lipponen a Nord Stream egyik tanácsadója volt.

### Szárazföldi alternatív útvonalak
A finn Kereskedelmi és Iparügyi Minisztérium 2007. január 11-i sajtótájékoztatóján az orosz–német gázvezeték környezetvédelmi hatástanulmányára reagálva egy tájékoztatót tartott. Ezen elmondták, hogy a balti országokon és Kalinyingrádon, valamint Lengyelországon keresztül vezető útvonal elméletileg rövidebb, a rendszer kapacitását ezen az útvonalon könnyebben lehetne bővíteni, és jobbak lennének a megtérülési mutatók is. Svédországból is megemlítették, hogy tanácsos lenne szárazföldi útvonalat is megfontolni. Lengyelország azt javasolta, hogy a Jamal–Európa gázvezetéket hosszabbítsák meg, illetve a tengeralatti vezeték alternatívájaként hozzák létre a Borostyán-gázvezetéket. Ez egy olyan terv, mely szerint a vezeték Oroszországban a Tveri, a Novgorodi és a Pszkovi területen, Lettországon, Litvánián és Lengyelországon haladna át, ahol összekapcsolódna a Jamal–Európa vezetékkel. A szárazföldi vezeték megépítése esetére Litvánia fel is ajánlotta a gáztárolóit. A támogatók érvei szerint a Borostyán gázvezeték fele annyiba kerül, mint egy tengeralatti hálózat, emellett rövidebb úton, kevesebb környezetvédelmi kihatással érkezne meg a gáz. A terv ellenzői szerint egy ilyen vezetéknek a szállító szempontjából nagyobbak az üzemeltetési költségei, ugyanis az Északi Áramlat legfontosabb célja a fizetendő tranzitdíjak minimalizálása. A Nord Stream AG ezekre válaszul bejelentette, hogy csak a Balti-tenger alatti útvonallal foglalkozik, a többit figyelembe se veszi.

### II. világháborús hadisírok
Az Európai Parlament volt észt tagja, Andres Tarand azt vetette fel, hogy az Északi Áramlat útvonala keresztezné több, 1941-es tengeri csata, – áldozatának hadisírját. A Nord Stream szóvivője bejelentette, hogy csak egyetlen elsüllyedt hajó van az útvonal területén, de ez sem lesz megbolygatva. 2008. július 16-án azonban arról számoltak be, hogy a DOF Subsee szeizmikus mérőhajója az egyik mérés során Finnországhoz gazdasági felségterületéhez vizeken egy valószínűleg a második világháború idején elsüllyedt szovjet tengeralattjáró roncsaira akadt.
A megtalált szovjet roncson kívül még a Greifswald-öbölben és a Finn-öbölben is vannak hajóroncsok, az Északi Áramlat útvonalán. A Greifswald-öbölben elsüllyedt hajó annak a húsznak az egyike, amelyek elsüllyesztésével 1715-ben a svéd haditengerészet akadályozta az öbölbe való bejutást. A Finn-öbölben megtalált hajóroncs valószínűleg Nagy Péter 1713-ban Finnország felé haladó hajója, melyet személyesen a cár irányított.

## Fordítás
Ez a szócikk részben vagy egészben  a   Nord Stream című angol Wikipédia-szócikk ezen változatának fordításán alapul.  Az eredeti cikk szerkesztőit annak laptörténete sorolja fel. Ez a jelzés csupán a megfogalmazás eredetét és a szerzői jogokat jelzi, nem szolgál a cikkben szereplő információk forrásmegjelöléseként.